# Crithagra xanthopygia
Crithagra xanthopygia е вид птица от семейство Чинкови (Fringillidae).

## Разпространение
Видът е разпространен в Еритрея и Етиопия.